# Carlton W. Faulkner
Carlton W. Faulkner (Bay Hundred, 7 de junho de 1904 — Los Angeles, 28 de janeiro de 1967) é um sonoplasta estadunidense. Venceu o Oscar de melhor mixagem de som na edição de 1957 por The King and I.